# Ежен Айсберг
Ежен Айсберг (фр. Eugène Aisberg), при народженні — Євген Давидович Айсберг (рос. Евгений Давидович Айсберг; 10 вересня 1905, Одеса — 4 жовтня 1980, Париж) — російський і французький популяризатор науки єврейського походження. Його книги «…Це дуже просто!» про електроніку видавалися в СРСР видавництвом «Енергія» в серії «Масова радіобібліотека» (МРБ).

## Біографія
Автор численних науково-популярних видань, засновник французьких журналів «Toute la radio», «Electronique industrielle», «Radio constructeur et dépanneur» та «Electronique actualités».
У 1919 році вивчив есперанто. У 1925 році заснував разом з П'єром Корре (Pierre Corret) журнал «Internacia Radio-Revuo» на есперанто, в якому вперше опублікував свої популярні статті про радіотехніку. Його книги під назвою «…Це просто!» видавалися двадцятьма мовами. Почесний член Усесвітнього есперантського об'єднання. Був одним із засновників міжнародної організації видавців радіотехнічної періодики UIPRE (Union International de la Presse Electronique).

## Публікації
- Е. Айсберг. Я зрозумів телеграфію без дротів
- Е. Айсберг. Транзистор? Це дуже просто! (Aisberg E. Le transistor?.. Mais c'est tres simple!, 1962) Переклад з французького Ю. Л. Смирнова. М: Енергія, 1972 (МРБ, випуск 809)
- Е. Айсберг. Радіо? Це дуже просто! (E.Aisberg. La radio?.. Mais c'est tres simple!, 1969) Переклад з французької М. В. Комарової та Ю. Л. Смирнова. М: Енергія, 1974 (МРБ, випуск 801)
- Е. Айсберг. Телебачення? Це дуже просто! (E.Aisberg. La television?.. Mais c'est tres simple!, 1969) Видання третє, доповнене. Переклад з французької К. Н. Гусніна та Ю. С. Гусніна. М: Енергія, 1974 (МРБ, випуск 845)
- Е. Айсберг. Радіо та телебачення? Це дуже просто! (E.Aisberg. La radio et la television?.. Mais c'est tres simple!, 1972) Переклад з французької Ю. Л. Смирнова. М: Енергія, 1979 (МРБ, випуск 975)
- Е. Айсберг, Ж.-П. Дурі. Кольорове телебачення? Це майже просто! (E.Aisberg, J.-P.Doury. La television en couleurs?.. C'est presque simple!) Переклад з французької Ю. Л. Смирнова. М: Енергія, 1974 (МРБ, випуск 870)